# 伸展式太陽電池アレイ

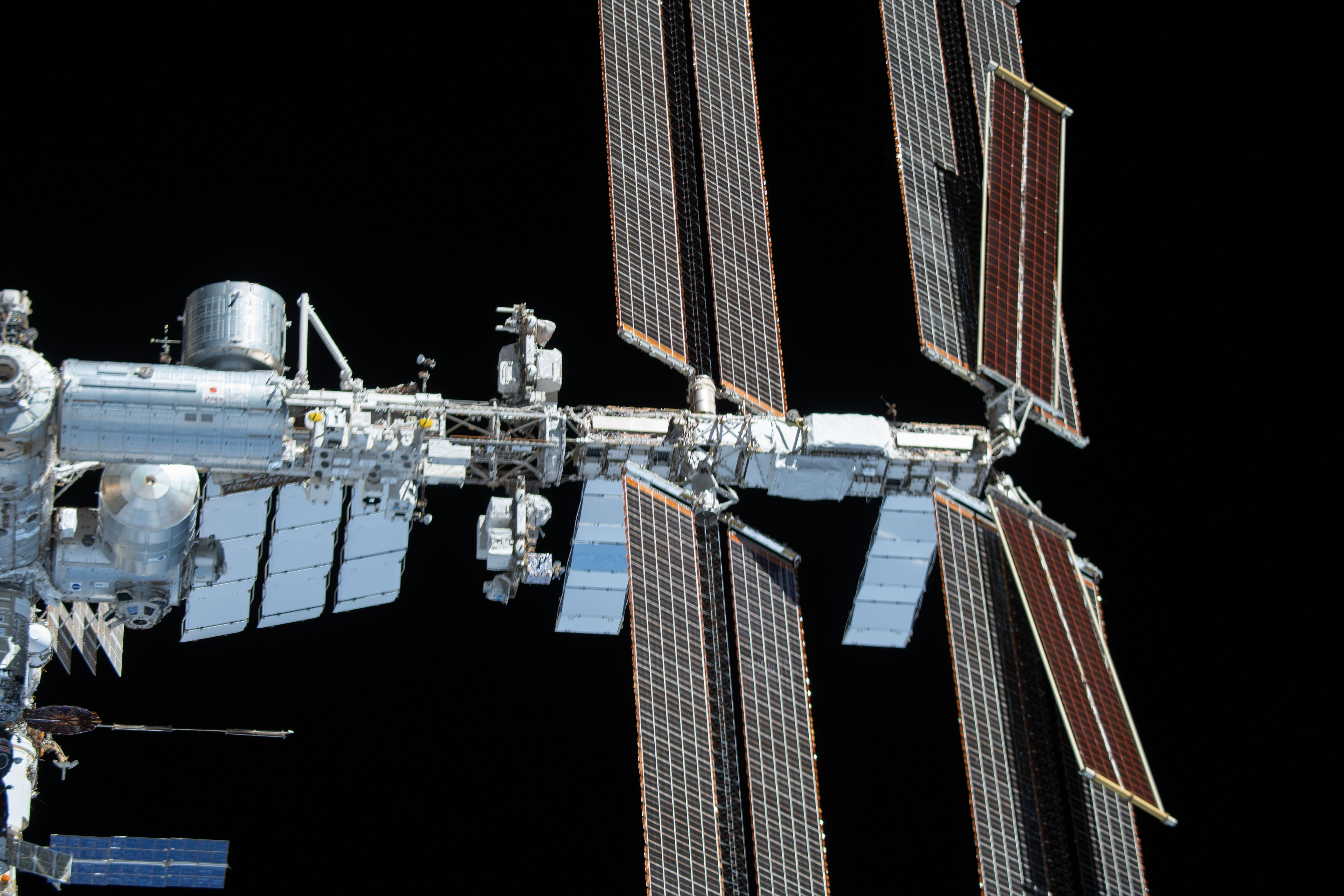
飛行中のスペースX Crew-2から撮影されたiRosaパネル

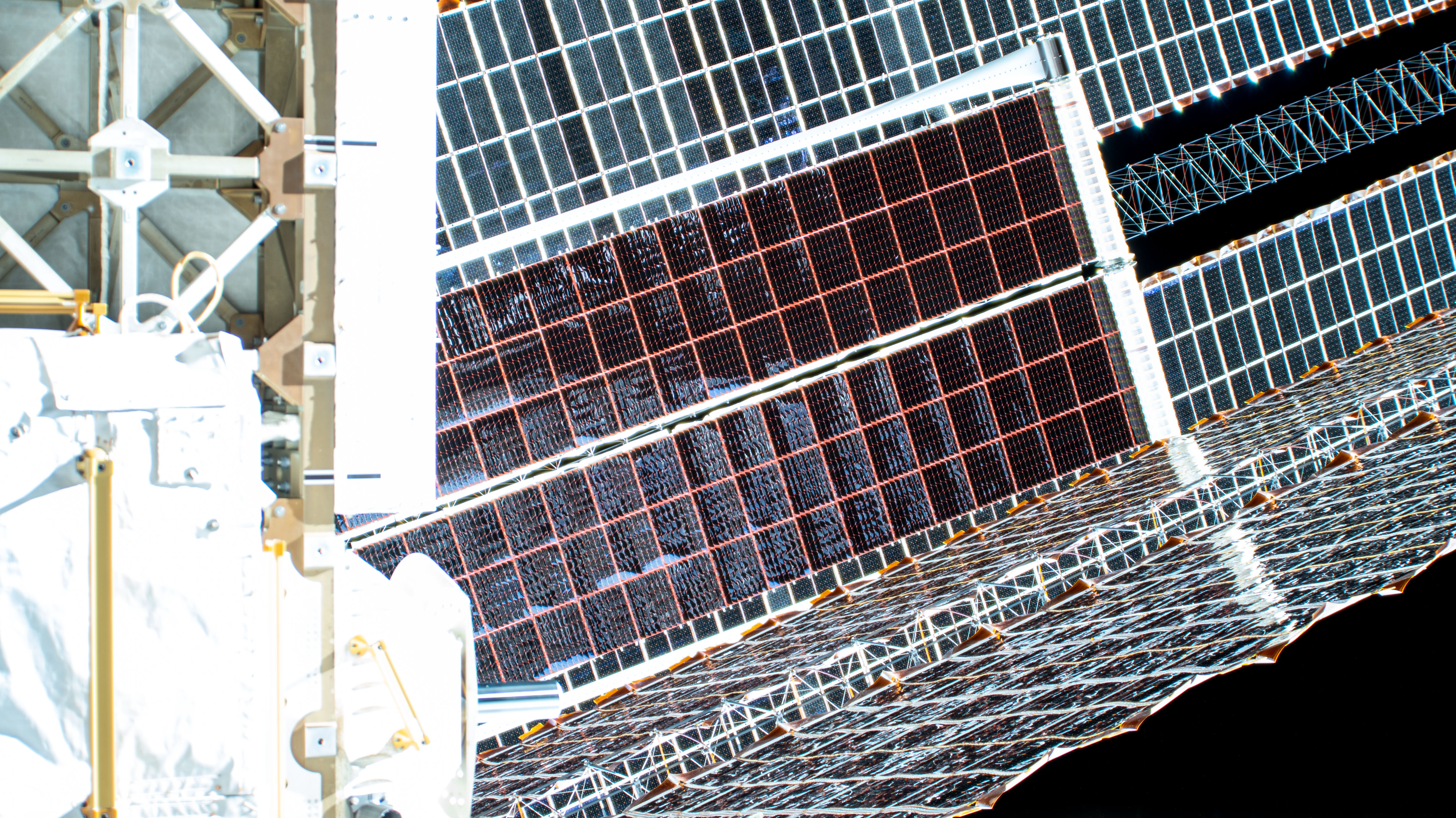
P6トラスのズームカメラから見た、新たに展開されたiROSAパネル

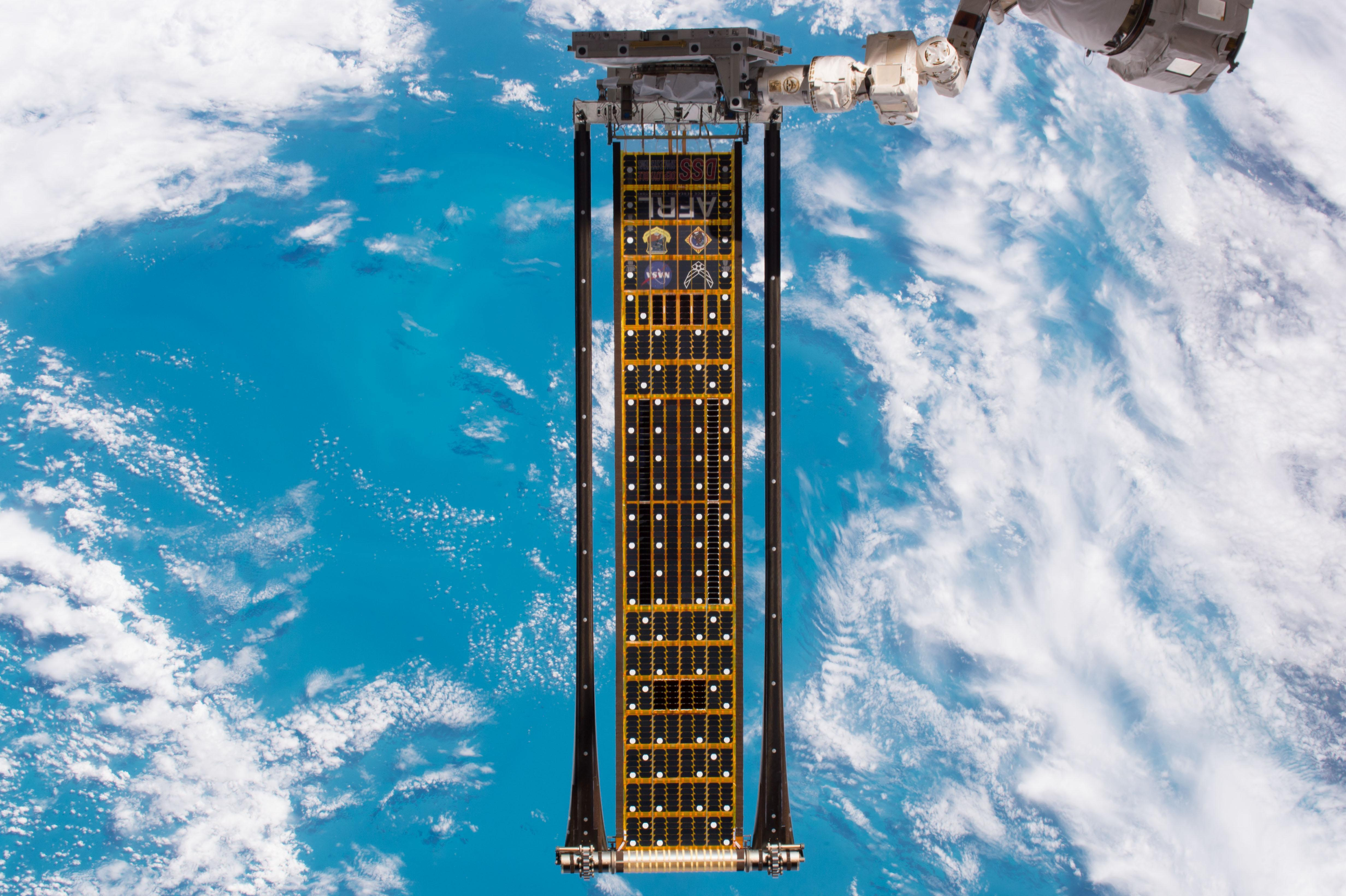
国際宇宙ステーションでロボットアームに保持されたROSA

伸展式太陽電池アレイ（Roll Out Solar Array、ROSA）およびその拡大版であるISS伸展式太陽電池アレイ（iROSA）とは、レッドワイヤーが開発および展開している宇宙船用の軽量で柔軟性のあるソーラーパネルである。
この新式の太陽電池アレイは従来の太陽電池アレイよりも少ない質量で大きな電力を発生する。人工衛星に電力を供給する従来の太陽電池アレイは重たいパネルを機械的なヒンジを使って折りたたんでいるため嵩張っている。宇宙空間へのペイロードは質量と体積が制限されており、ROSAは同等の能力を有する従来型アレイよりも20パーセント軽量で（質量325 kg）、運搬時の体積も1/4と小型である。
ROSAは柔軟で巻き上げることができるので、巻き尺を巻き枠から引き出すのと同じ方法で展開できる。この太陽電池アレイは打ち上げ時は場所をとらない円筒状に巻き上げることができ、軽量なので人工衛星の電力を増やす際に必要とされるコストを抑えることが可能である。。ROSAには電力を発生する太陽光発電セルの連なりを支える柔軟な素材で作られたセンターウィングがある。ウィングの両側には高張力複合ブームと呼ばれる、アレイを支えるためのウィングの全長に渡って展開する幅の狭いアームが配置されている。このブームは硬い複合材料で作られた割り管のような外観で、平らにされて長手方向に巻き上げられている。アレイの展開には動力機構は不要である。展開はブーム内部に蓄えられたエネルギーが解放されることによってブームがコイル状から真っ直ぐな支持アーム状に変形することで行われる。太陽電池ウィングは、構造物両端の巻き上げられたブームの張力によって展開される。

## 特許
ブライアン・R・スペンスおよびスティーヴン・F・ホワイトが2010年1月21日にこのアイデアに関する最初の特許を申請した。両名は2014年4月1日に特許を取得した。

## 来歴

### ROSA試験ミッション

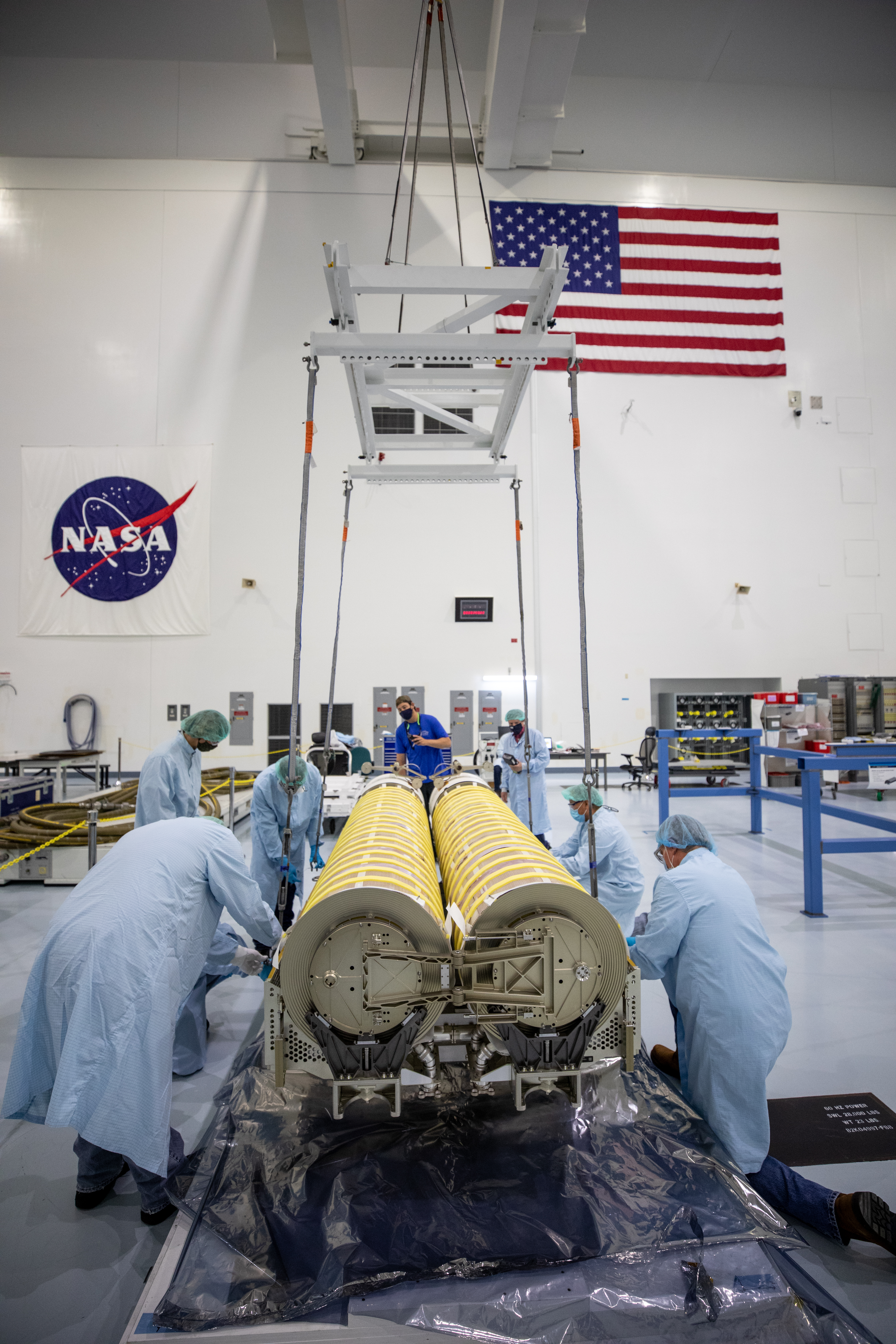
ケネディ宇宙センターの宇宙ステーション整備施設で組み立てられるISS伸展式太陽電池アレイ

NASAは数年前にROSA技術を地上の真空チャンバーで試験したが、2017年6月18日に宇宙空間でも試験することを決定した。ROSAは6月3日にスペースX CRS-11に搭載されて打ち上げられた。2017年6且17日から18日にかけて地上の技術者が国際宇宙ステーションのカナダアームを遠隔操作して、スペースX ドラゴン補給船から伸展式太陽電池アレイ（ROSA）実験体を取り出した。機構の観察後に地球に帰還させることは計画されていなかった。太陽電池アレイは6月18日に広げられ、1.6 m幅のウィング両側のブームの張力によって展開された。NASAは1週間の継続的な試験を実施して、その結果を観察することを決定した。技術者は、ISS軌道上での極端な温度変化に晒されたときの太陽電池アレイの挙動を観察した。構造荷重に対するアレイの応答を調べるために単発振動と連続振動も機械的に与えられた。実験に続いて、地上管制は太陽電池パネルを収納状態でロックすることができなかった。そのため、太陽電池アレイは12日間の試験のあとで、6月30日に国際宇宙ステーションから投棄された。

### iROSA 2B / 4B

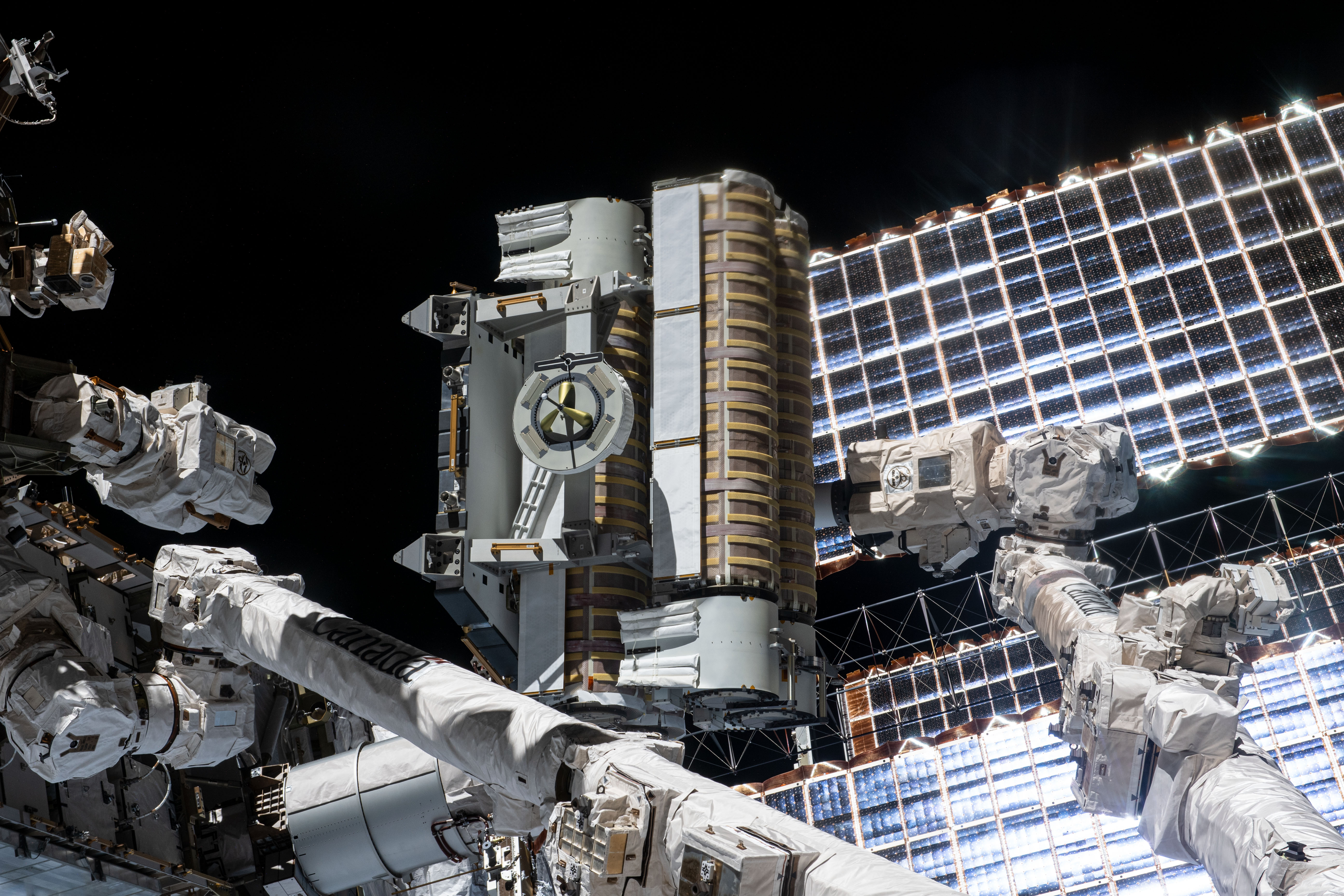
第65次長期滞在でカナダアーム2に把持されるiROSA

2021年6月に新しい2枚のiROSA太陽電池パネルが国際宇宙ステーションのP6トラスのマスト格納容器に取り付けられた。2枚の設置にはそれぞれ6時間を要し、シェーン・キンブローおよびトマ・ペスケ両飛行士が3回の船外活動を行った。2枚のアレイは軌道上の昼間には合計120kWの追加の補助電力をステーションに供給できた。

### iROSA 3A/4A
2022年12月3日に第68次長期滞在クルーのジョシュ・カサダとフランク・ルビオがiROSAをS4トラス部の3A太陽電池アレイに取り付け、アメリカ側の電力システムに接続した。二人の宇宙遊泳者はボルトを外してケーブルを設置し、17:37 UTCに太陽電池アレイが展開されてエネルギーを受け始めた。事前作業の一環として、両名は次回の船外活動のためにP4トラス部の4Aアレイを準備し、S6トラス上の1Bアレイを取り外してP4電子ぼっく上のボルトを外し、この長期滞在での5回目の船外活動の終わりに接続されるケーブルをトラスに沿って設置した。カサダの宇宙服の電源が入らなくなったために船外活動は遅延することになった。トラブルシューティング手順が実行され、カサダの宇宙服の電力が回復したので船外活動を継続することができた。ニック・ヘイグがこの船外活動の地上サポート通信を担当した。カサダとルビオの次の船外活動中の2022年12月22日にもう一基のiROSAが4A太陽電池アレイの上に設置された。

### iROSA 1A/1B

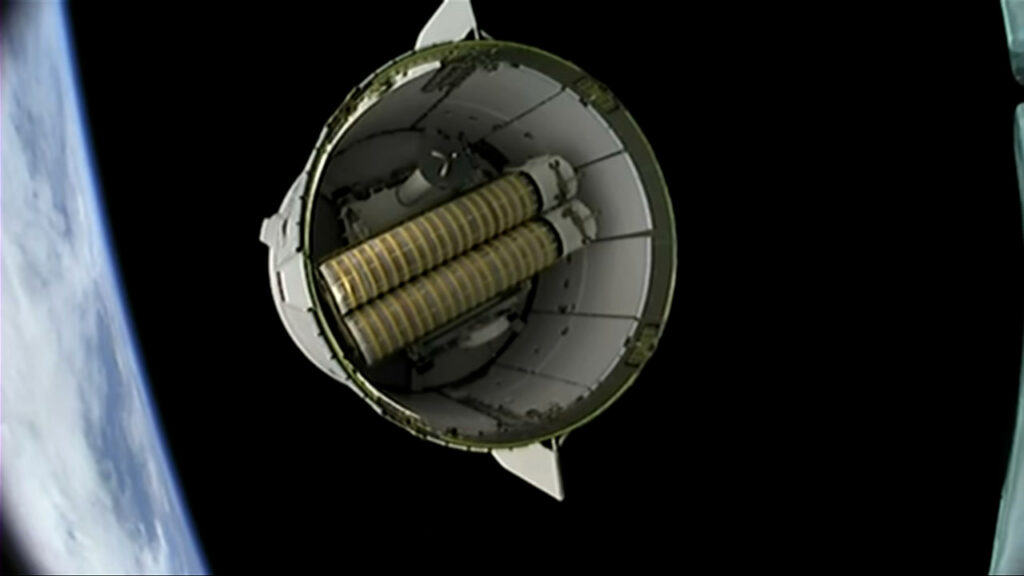
ファルコン9上段から見たドラゴン宇宙船のトランクに搭載されたiROSA

2023年6月9日、NASAの宇宙飛行士スティーヴン・ボーエンとウォーレン・ホバーグがステーションのクエスト・エアロックから船外に出て、改良型iROSAをステーションのS4トラス上の1A電力チャネル上に設置した。ボーエンとホバーグはボルトを取り除き、ローラーを展開し、ホバーグがカナダアーム2の補助を受けて太陽電池アレイを取り上げる前にケーブルを設置した。両宇宙飛行士はその後、S4トラス上の1A太陽電池アレイの上にiROSAを設置した。アレイは16:32 UTCに展開され、電力を受け始めたことが報告された。2023年6月15日のボーエンとホバーグの次の船外活動中に、S5トラス部の旧式の1B太陽電池アレイ上にもう一基のiROSAが設置された。

### iROSA 2A/3B
7番目と8番目の最後にiROSAの一対は、2025年にP4トラスおよびS6トラス上の2Aおよび3B電力チャネルを増強するためにISSに送られることが計画されている。

## 応用
時間経過とともに、既存のISSのトラスに取り付けられた太陽電池アレイの太陽光発電セルは徐々に劣化することから、15年の運用寿命で設計されている。このことは2000年に打ち上げられたP6トラスのパネルと、2006年のP4トラスのパネルで顕著である。
太陽電池を補強するために、NASAによって3対のiROSAとして知られる拡大バージョンは、一対目はスペースX カーゴドラゴンCRS-22宇宙船の非与圧トランクに搭載されて宇宙ステーションに届けられ2対目は2022年後半にCRS-26でISSに届けられ、三対目はスペースX カーゴドラゴンCRS-28の非与圧トランクに搭載されてステーションに届けられた。4対目は2025年の打ち上げが予定されている。これらのアレイは、既存の太陽電池パネルの中心線に沿って2/3の長さに展開され、既存のパネルに対して10度の角度が付けられる。
太陽電池パネルを保持するP6トラスのマスト格納容器へのiROSA支持ブラケットの設置は2021年2月下旬の第64次長期滞在の乗組員によって行われた。6月上旬にアレイの最初の一対が打ち上げられたあとで、6月16日に第65次長期滞在乗組員のキンブローとペスケによるP6トラスのマスト格納容器へのiROSAアレイの設置と2B電力チャンネルへの接続のための船外活動が行われ、宇宙服のコンピューターの誤動作と、iROSAが設置に関する技術的な問題に遭遇した結果、7時間15分で船外活動が打ち切られた。6月20日と25日に、それぞれ6時間28分と6時間45分をかけた2回の船外活動が行われ、キンブローとペスケは1枚目のiROSAの設置と、2枚目のiROSAのマスト格納容器への設置及び4B電力チャンネルへの接続を完了した。

次の一対のiROSAアッセンブリーはそのうちの一枚をP4トラスに取り付けることになっていた。第65次長期滞在の星出彰彦およびマーク・T・ヴァンデハイ両宇宙飛行士は8月24日に先行するブラケットの設置を行う予定だった。
この作業はヴァンデハイが「軽微な医学的問題」に直面したことから9月に延期された。トマ・ペスケがヴァンデハイに代わって作業を行った。船外活動は9月12日に行われ、6時間45分を要した。太陽電池アレイの2対目は2022年11月26日にスペースX CRS-26に搭載されて打ち上げられた。2022年12月3日、第68次長期滞在クルーのジョシュ・カサダとフランク・ルビオが太陽電池アレイを最終的な位置であるS4トラス上の3A電力チャネルおよびマスト格納容器とP4トラス上の4A電力チャネルおよびマスト格納容器に設置するために船外活動を開始した。両名は12月22日に設置作業を完了した。
太陽電池アレイの3対目は2023年6月5日にスペースX CRS-28に搭載されて打ち上げられた。2023年6且9日に、第69次長期滞在クルーのスティーヴン・ボーエンとウォーレン・ホバーグが太陽電池アレイを最終的な位置であるS4トラス上の1A電力チャネルおよびマスト格納容器とP6トラス上の1B電力チャネルおよびマスト格納容器に設置するために船外活動を開始した両名は6月15日に設置作業を完了した。
7番目と8番目の最後にiROSAの一対は、2025年にP4トラスおよびS6トラス上の2Aおよび3B電力チャネルを増強するためにISSに送られることが計画されている。

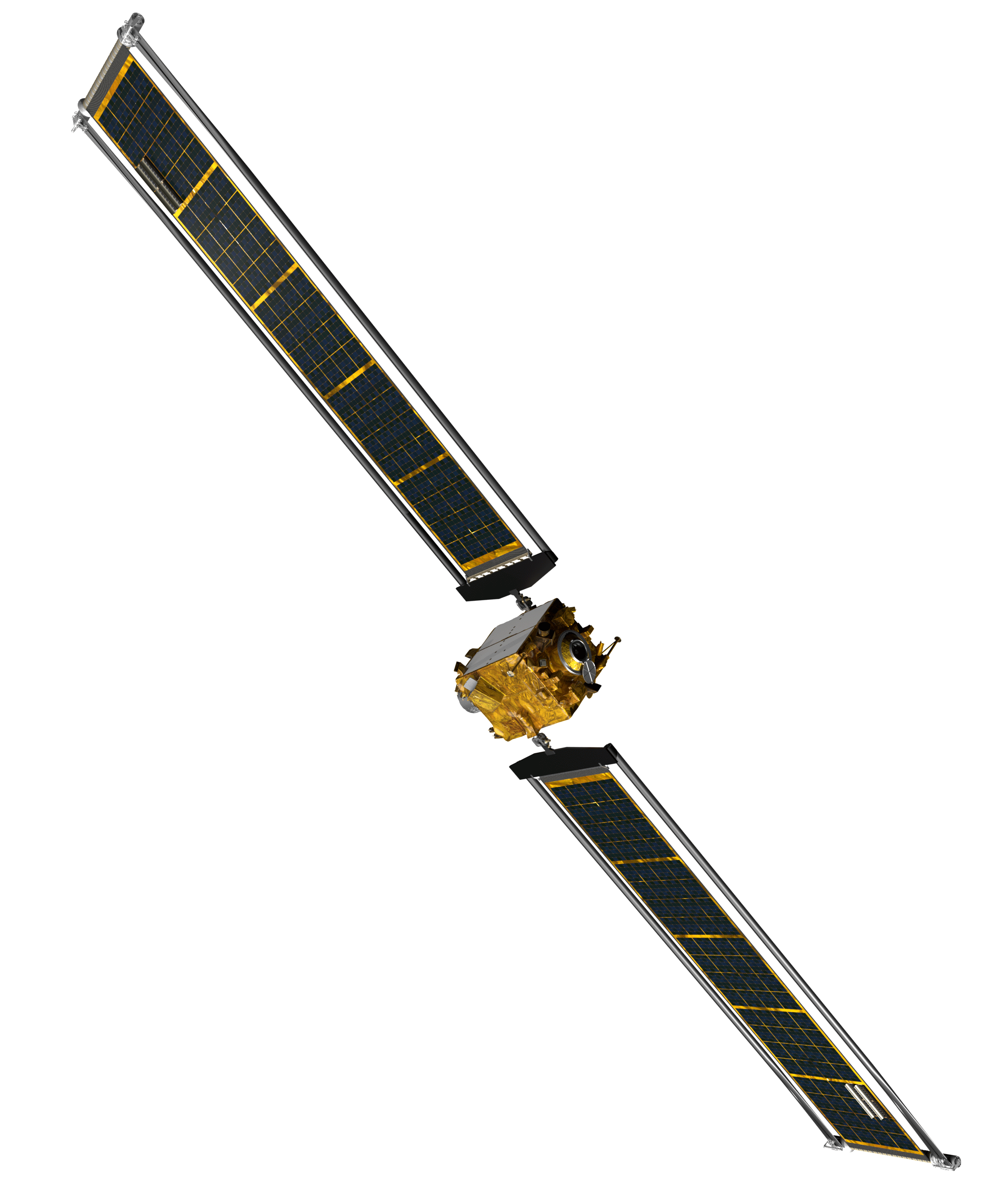
ROSAを全展開したDART衛星

月軌道プラットフォームゲートウェイの電力・推進装置およびDARTミッションでも太陽発電推進でROSA技術を使用する予定である。
DARTに搭載されたROSAは宇宙機が宇宙を航行してディディモス小惑星系に到達することを可能にする。柔軟で巻き上げられる太陽電池モジュールは軽量でより小型であり、宇宙空間では硬く、iROSAよりも小面積である。2枚のアレイはゆっくりと展開しして、全長8.53 mに達する。DARTは新型アレイの初めての実証飛行となり、将来の密書での使用への道を開くものである。レッドワイヤーはROSAを2021年5月にAPLに納入し、慎重に宇宙機にROSAを搭載するためにAPLのチームとともに数週間にわたって作業した。搭載は2021年8月13日に完了した。

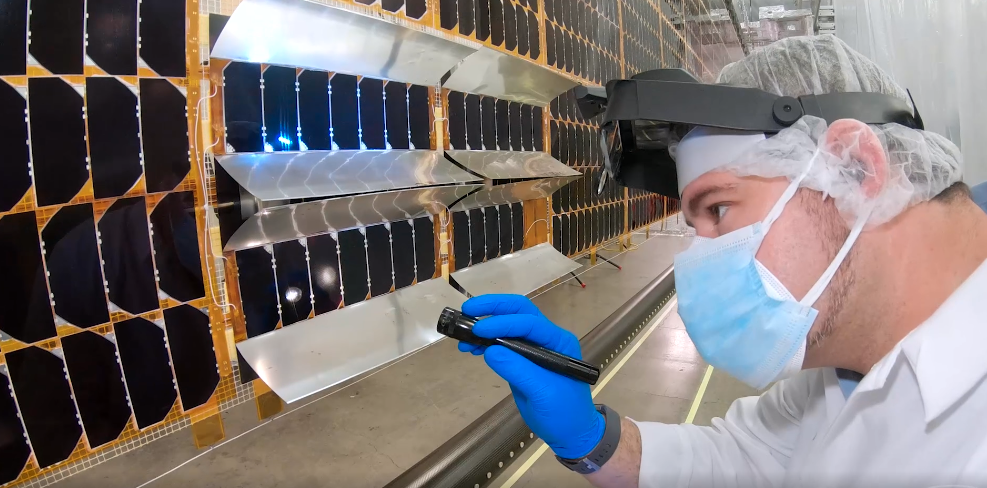
DARTの伸展式太陽電池アレイ（ROSA）上の転換式太陽電池アレイ実験部

DARTの2枚の太陽電池アレイの小さな領域は、従来の太陽電池アレイ技術の3倍以上の電力を生み出す高効率太陽電池と反射式集光型太陽光発電で転換式太陽電池アレイ技術の実演用に構成されている。
ROSA技術はその後商業用のアプリケーションにも展開されており、最初の顧客はOvzonとなった。マクサー・テクノロジーズが建造した同社のOvzon-3衛星は、2024年1月3日にファルコン9ロケットに搭載されて対地同期軌道に向けて無事打ち上げられた。その後、2024年1月10日に太陽電池アレイが展開された。

## ミッション

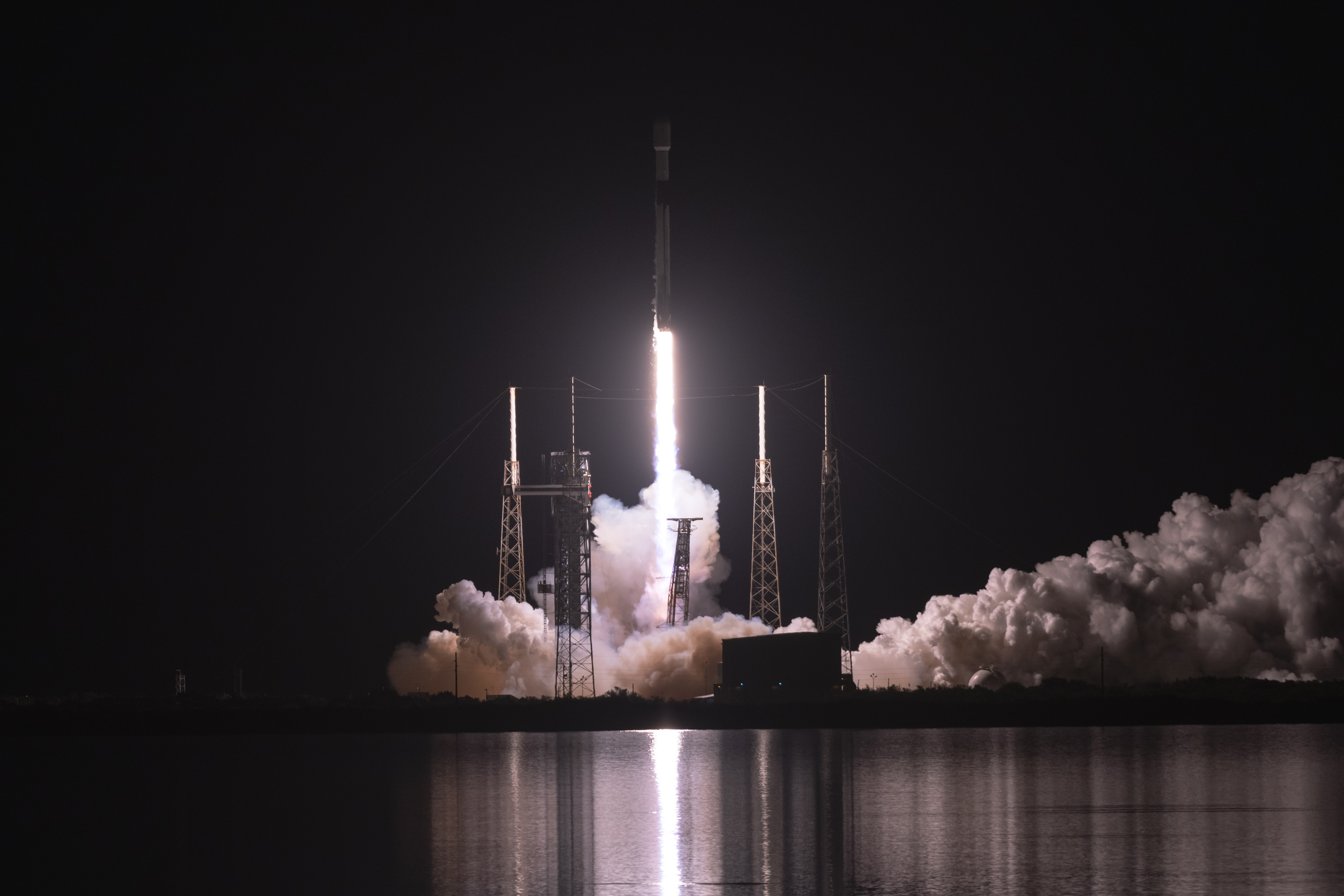
Ovzon-3の打ち上げ

スペースX CRS-11

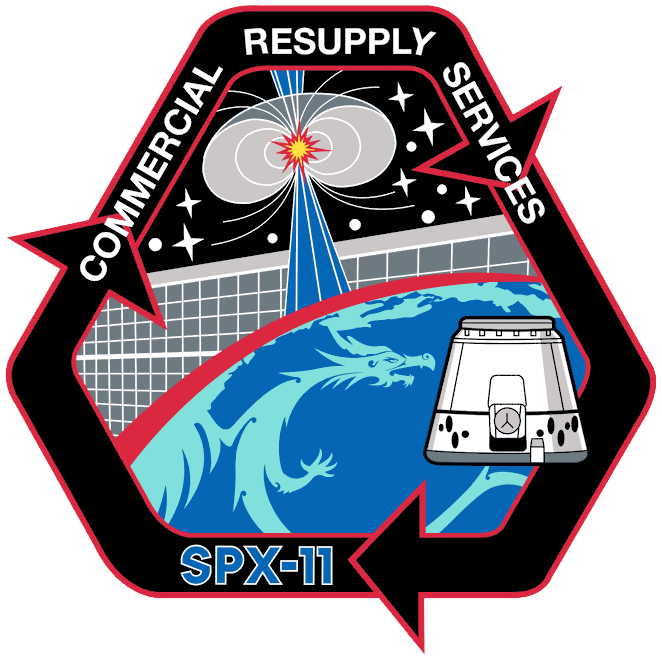
スペースX CRS-11 ミッションパッチ [注釈 1]
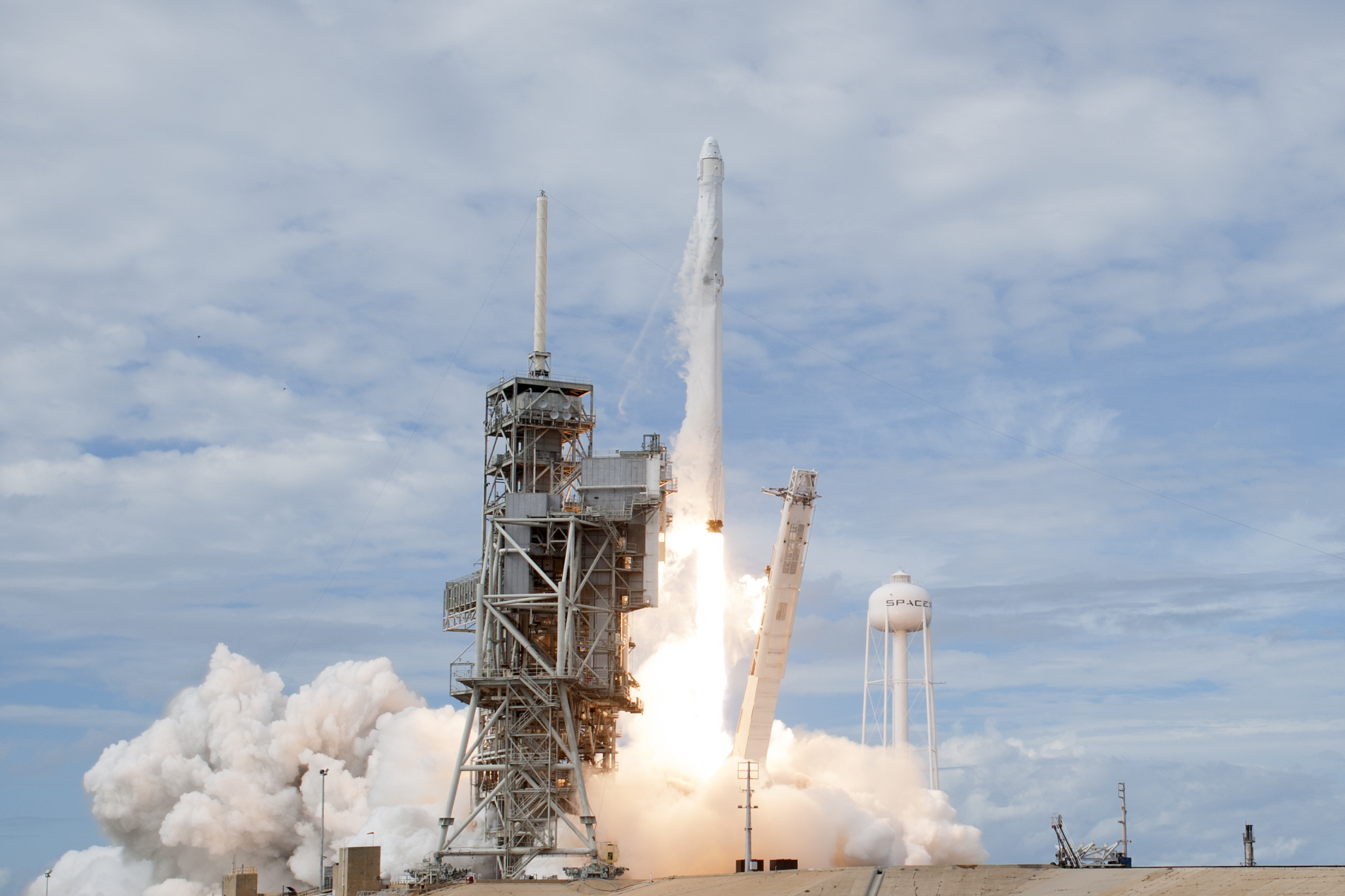
CRS-11の打ち上げ

スペースX CRS-22

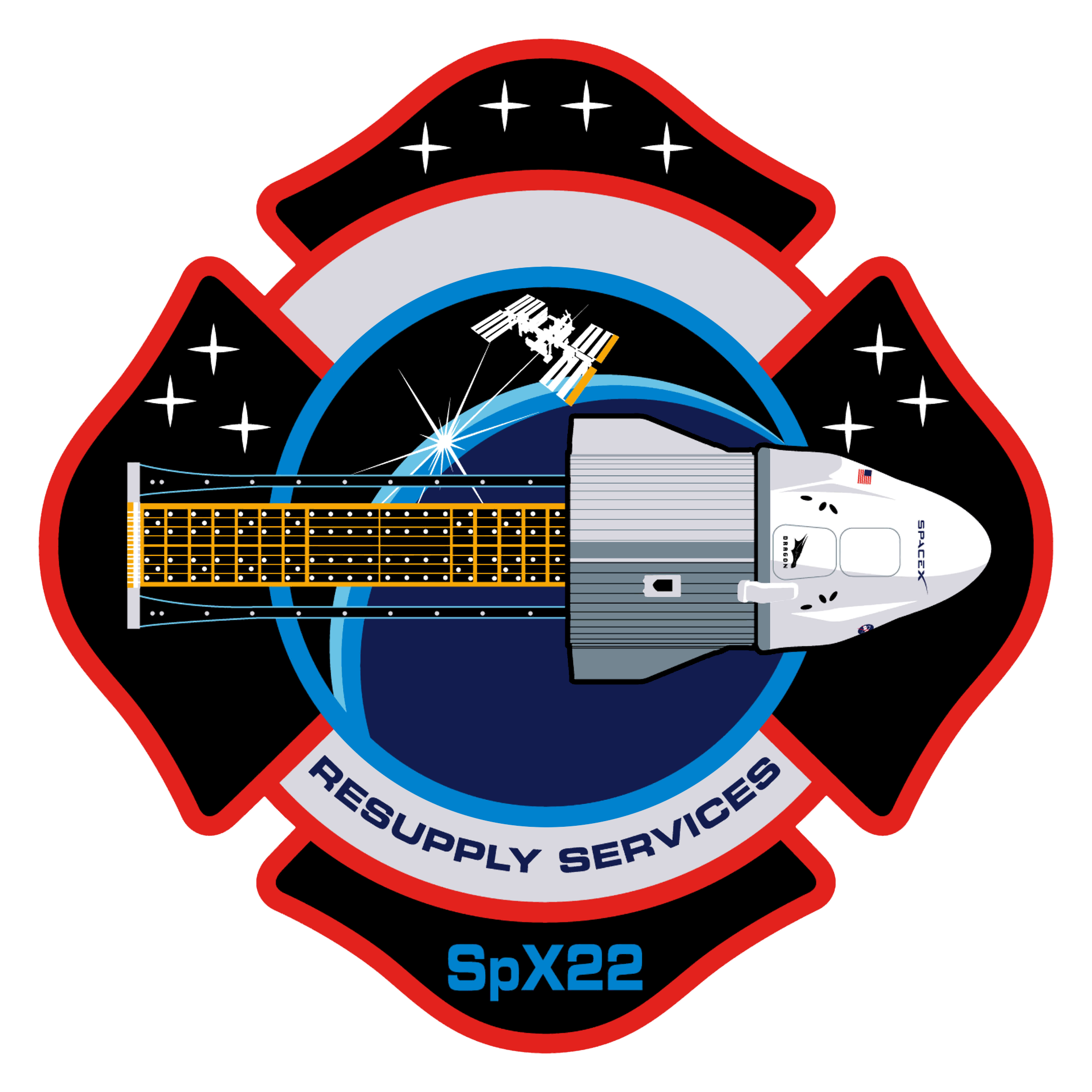
スペースX CRS-22 パッチ [注釈 2]
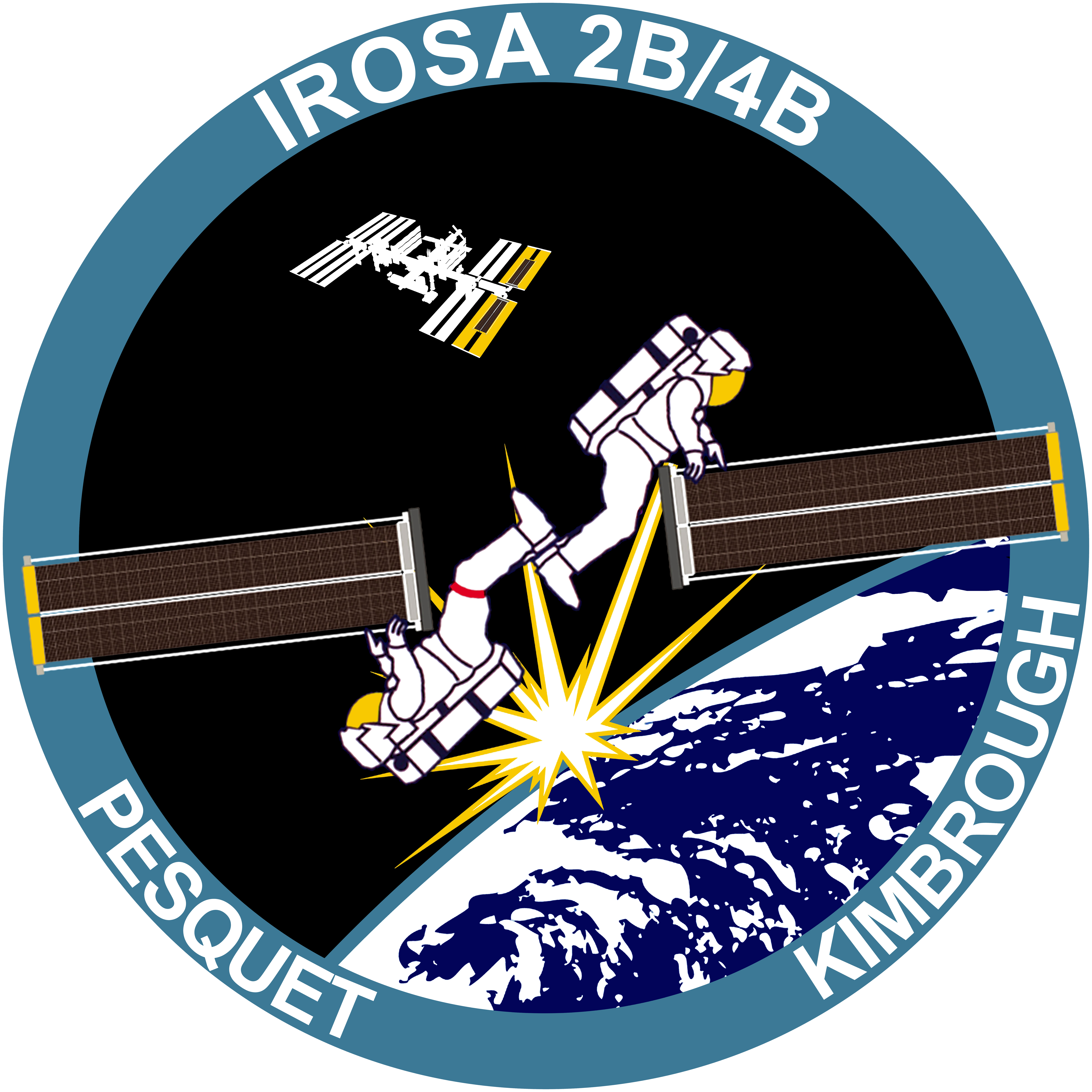
ISSのiROSA 2Bおよび4Bミッションパッチ
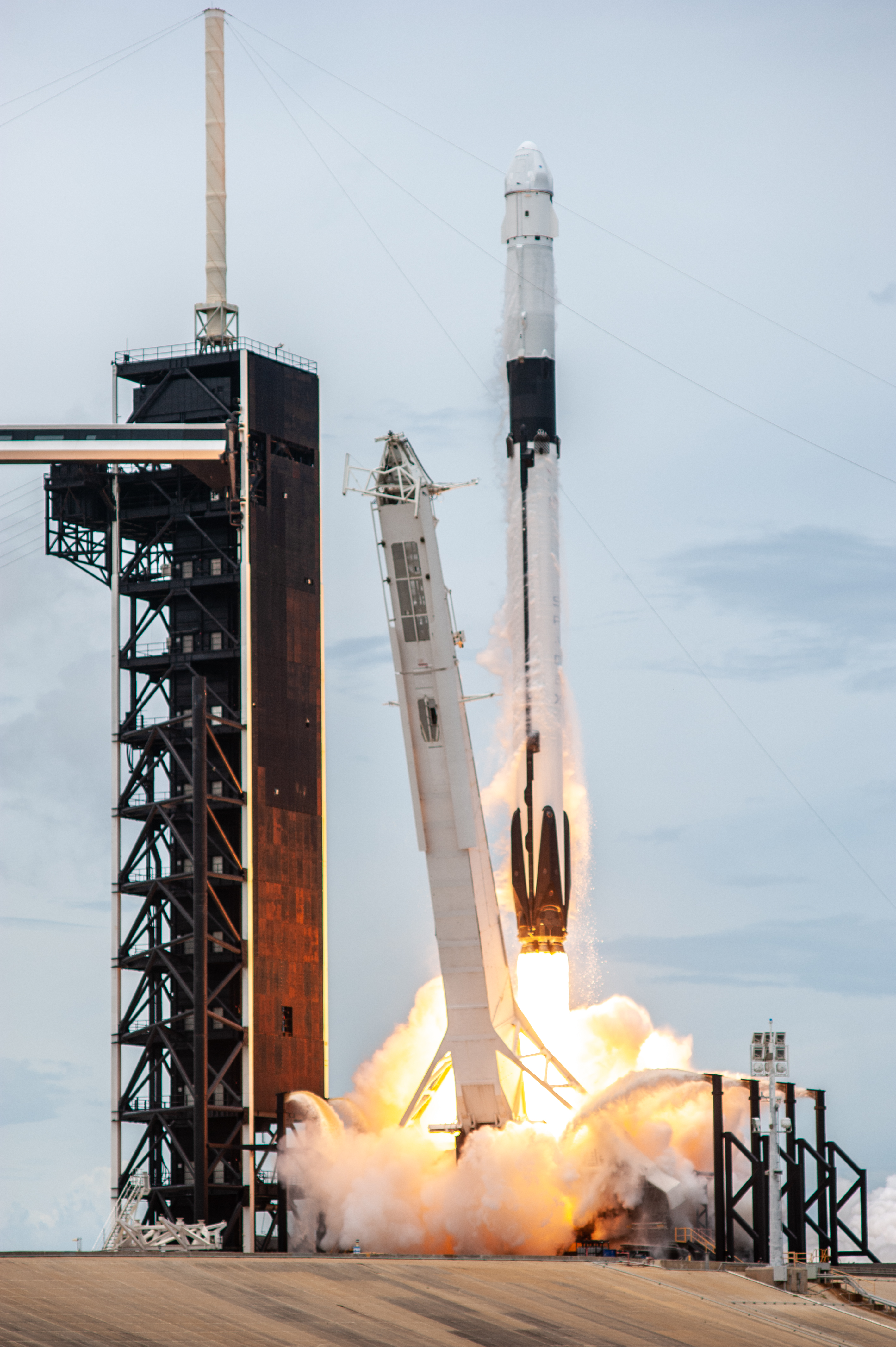
CRS-22の打ち上げ

DART

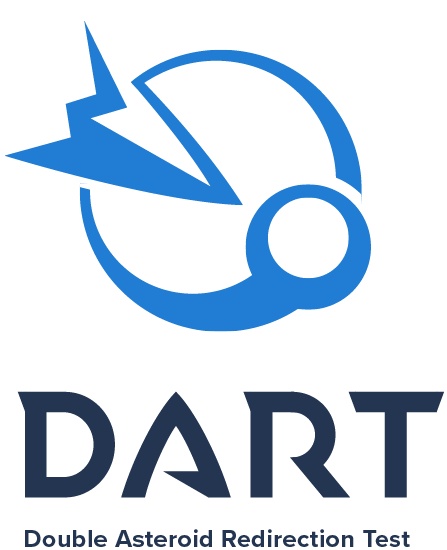
DART ミッションパッチ [注釈 3]
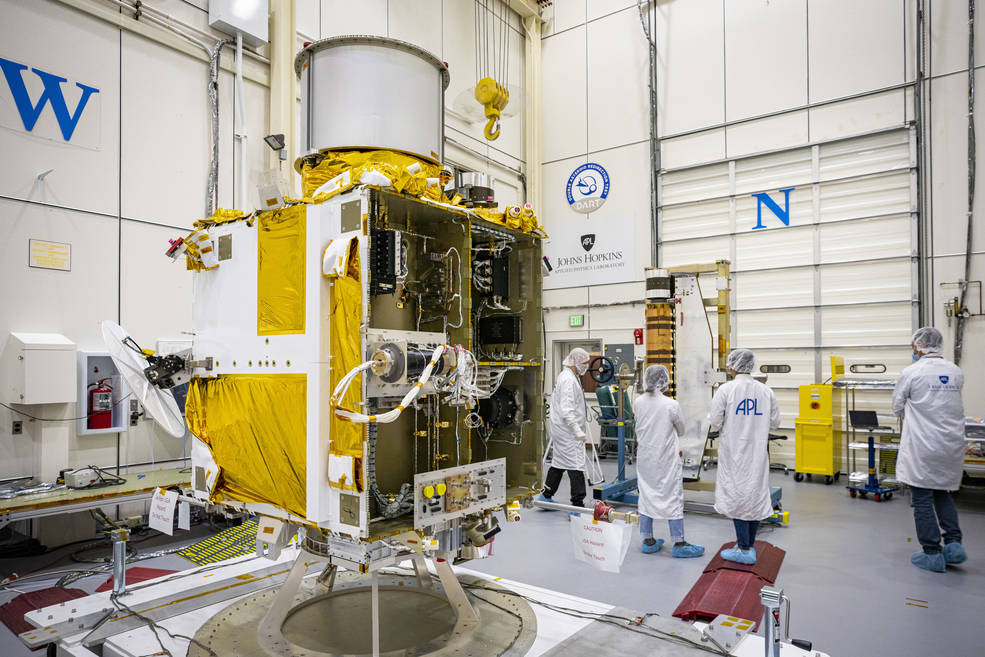
DARTの伸展式太陽電池アレイ（ROSA）の開発
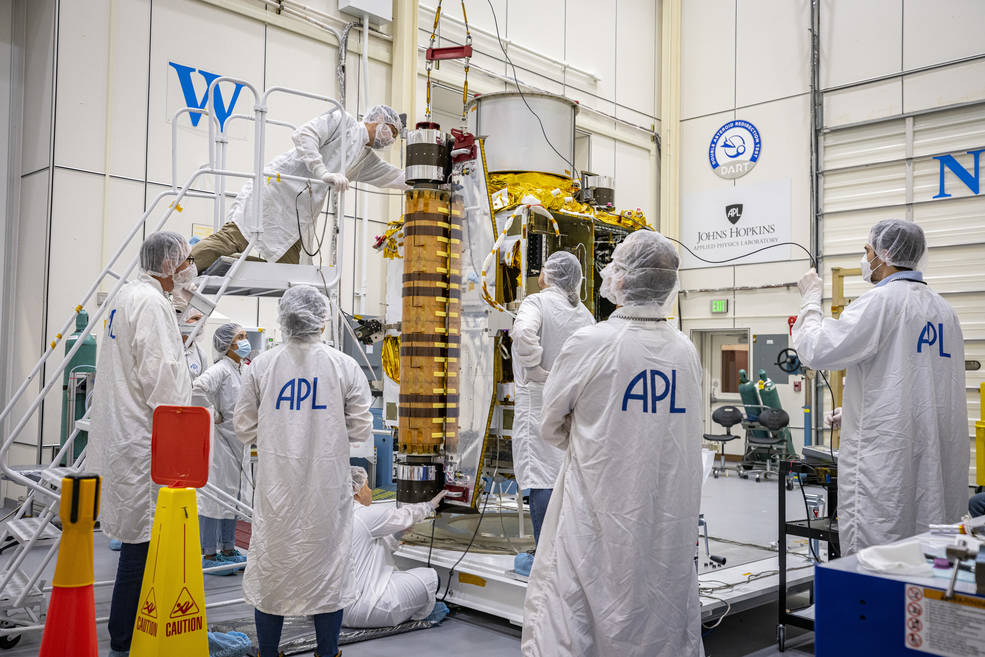
DARTミッションに設置される伸展式太陽電池アレイ（ROSA）
- DART衛星に設置されるROSA
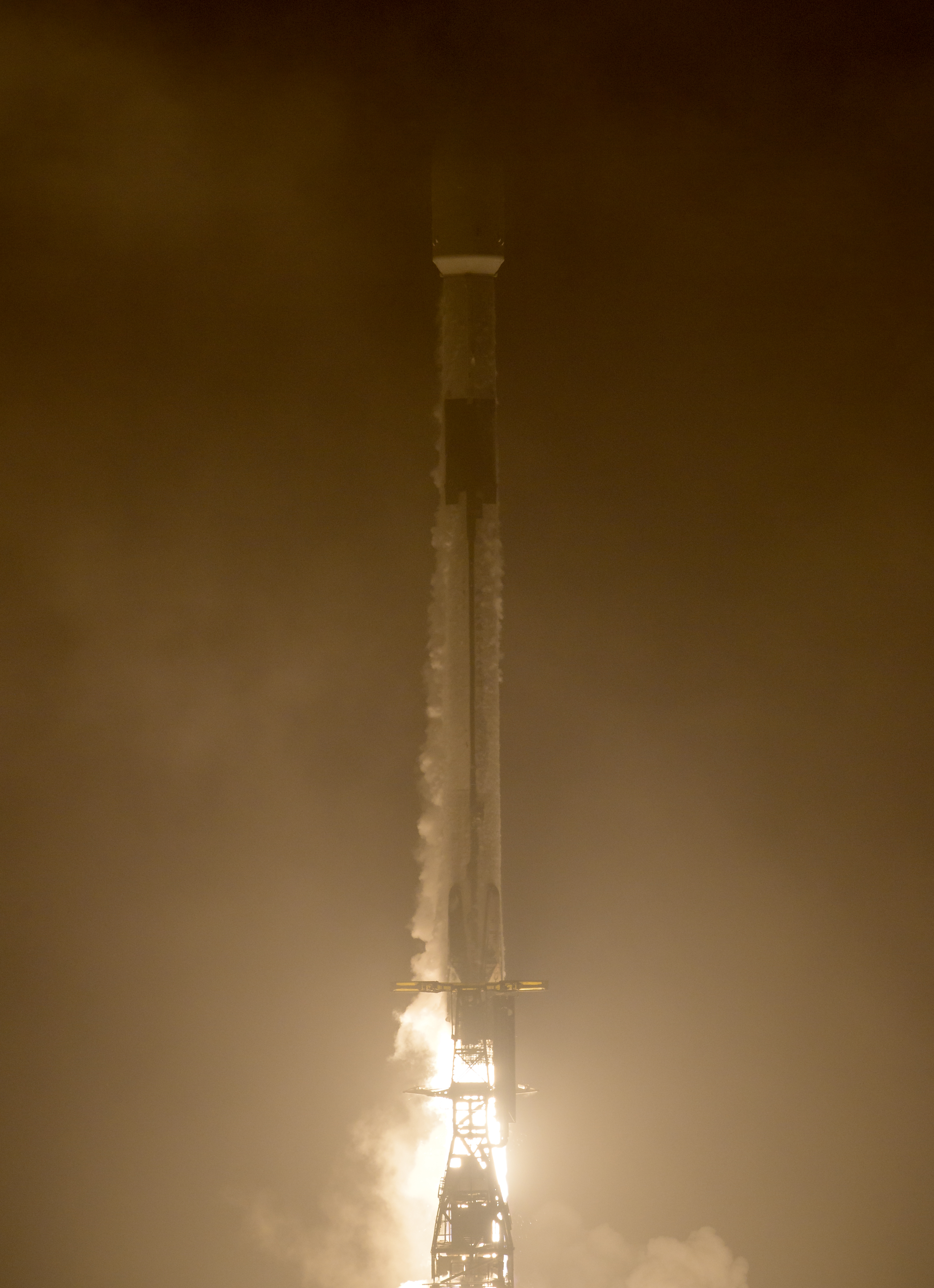
Dartの打ち上げ

スペースX CRS-26

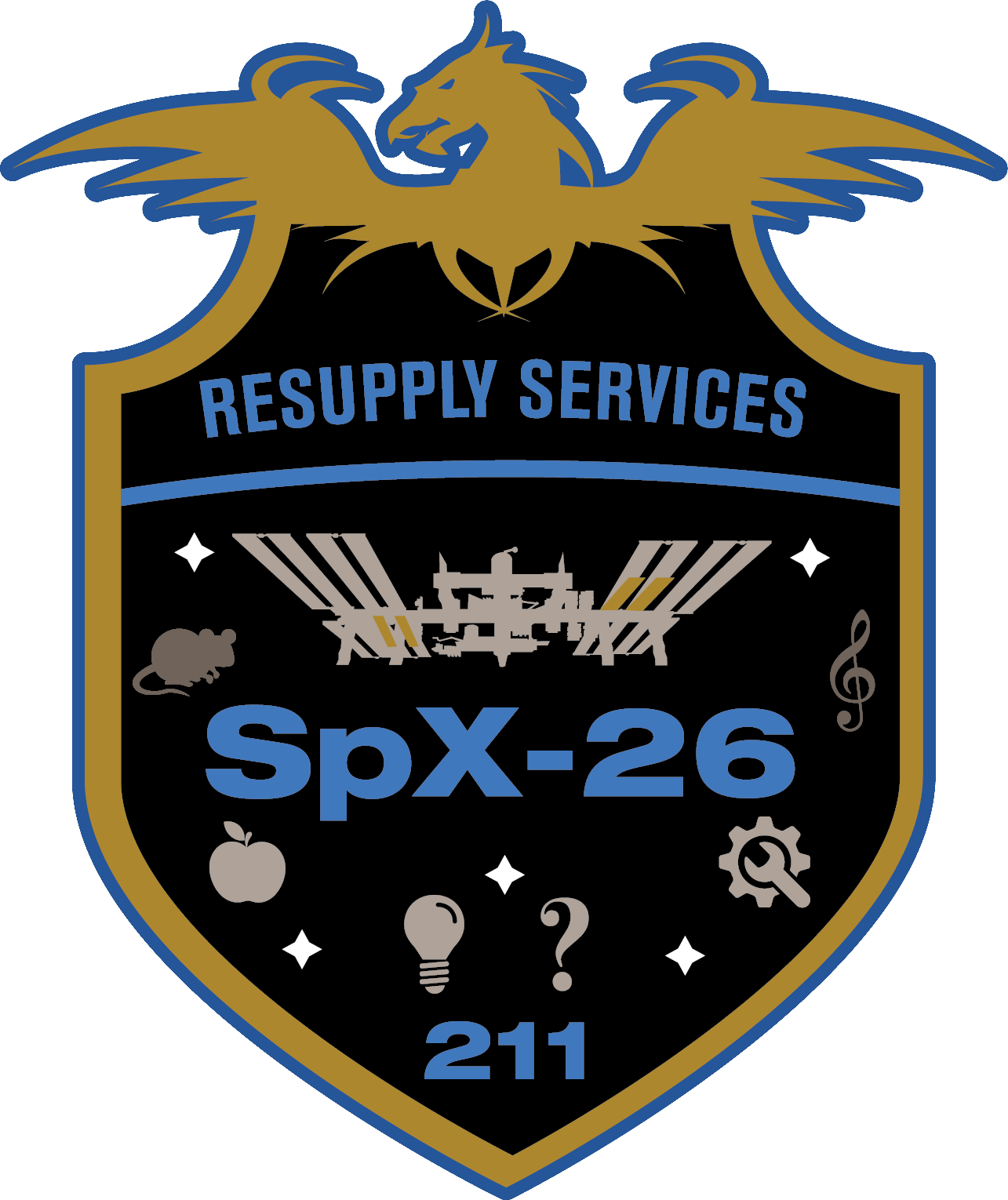
スペースX CRS-26 ミッションパッチ
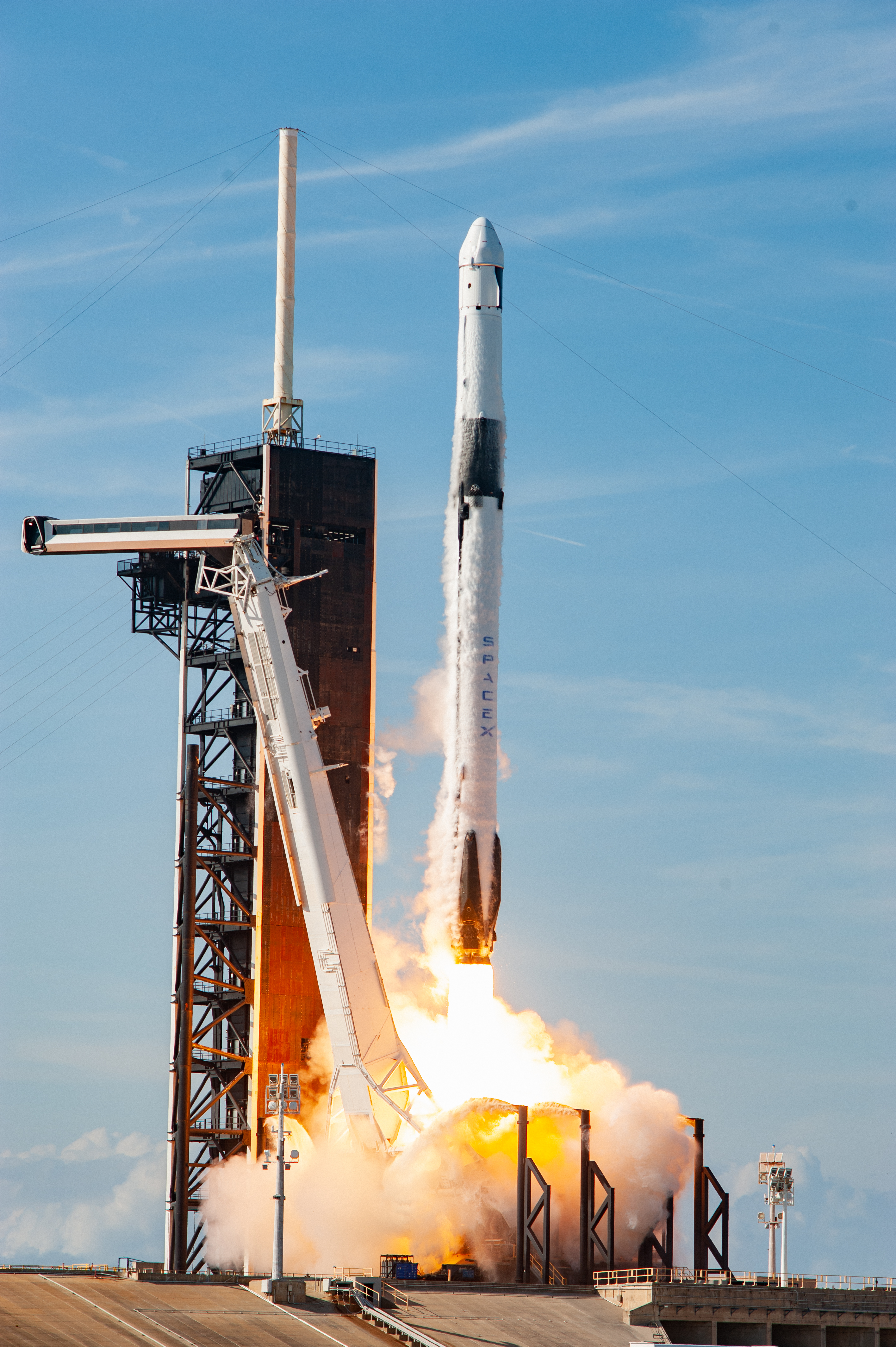
CRS-26の打ち上げ

スペースX CRS-28

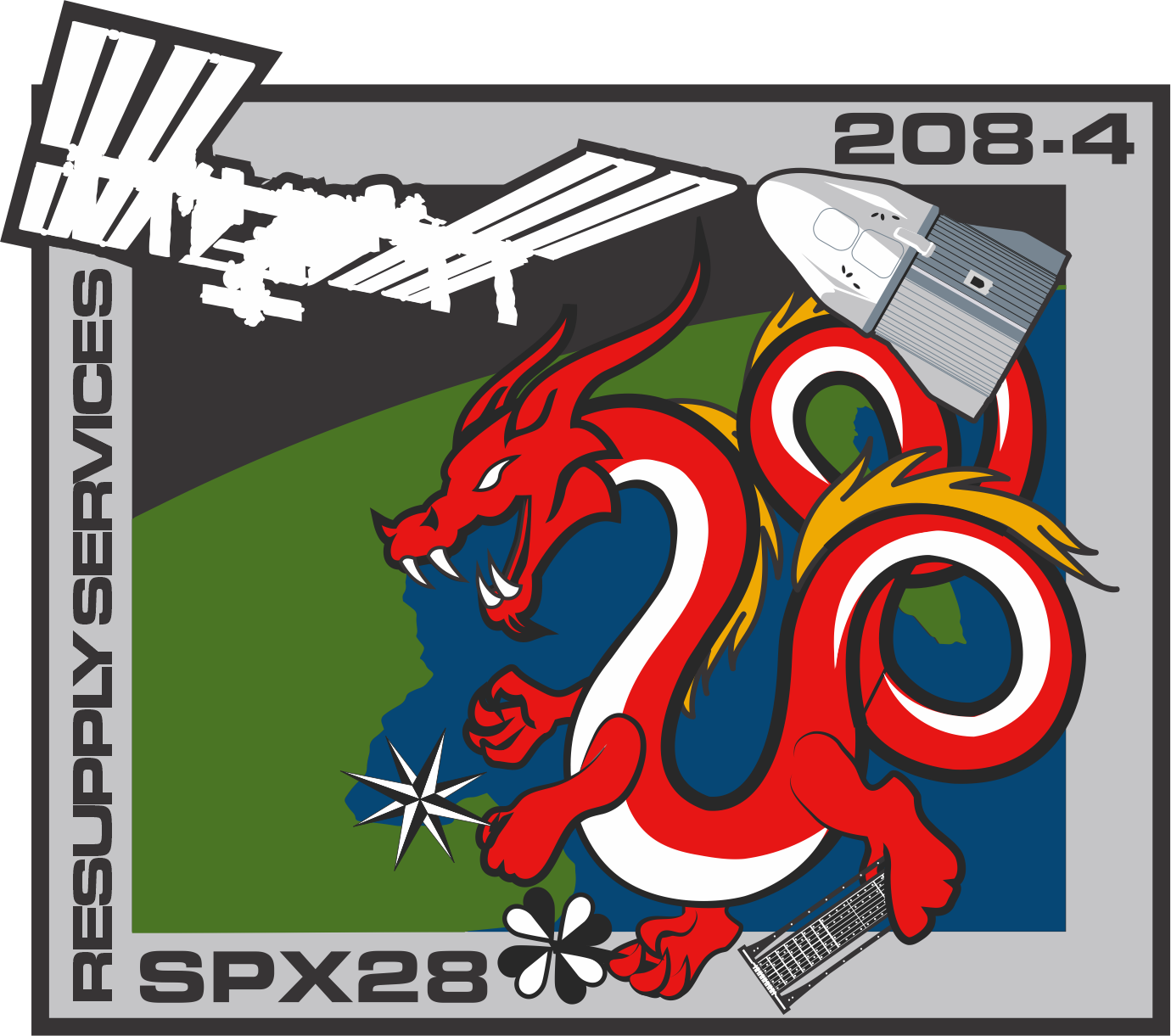
スペースX CRS-28 ミッションパッチ
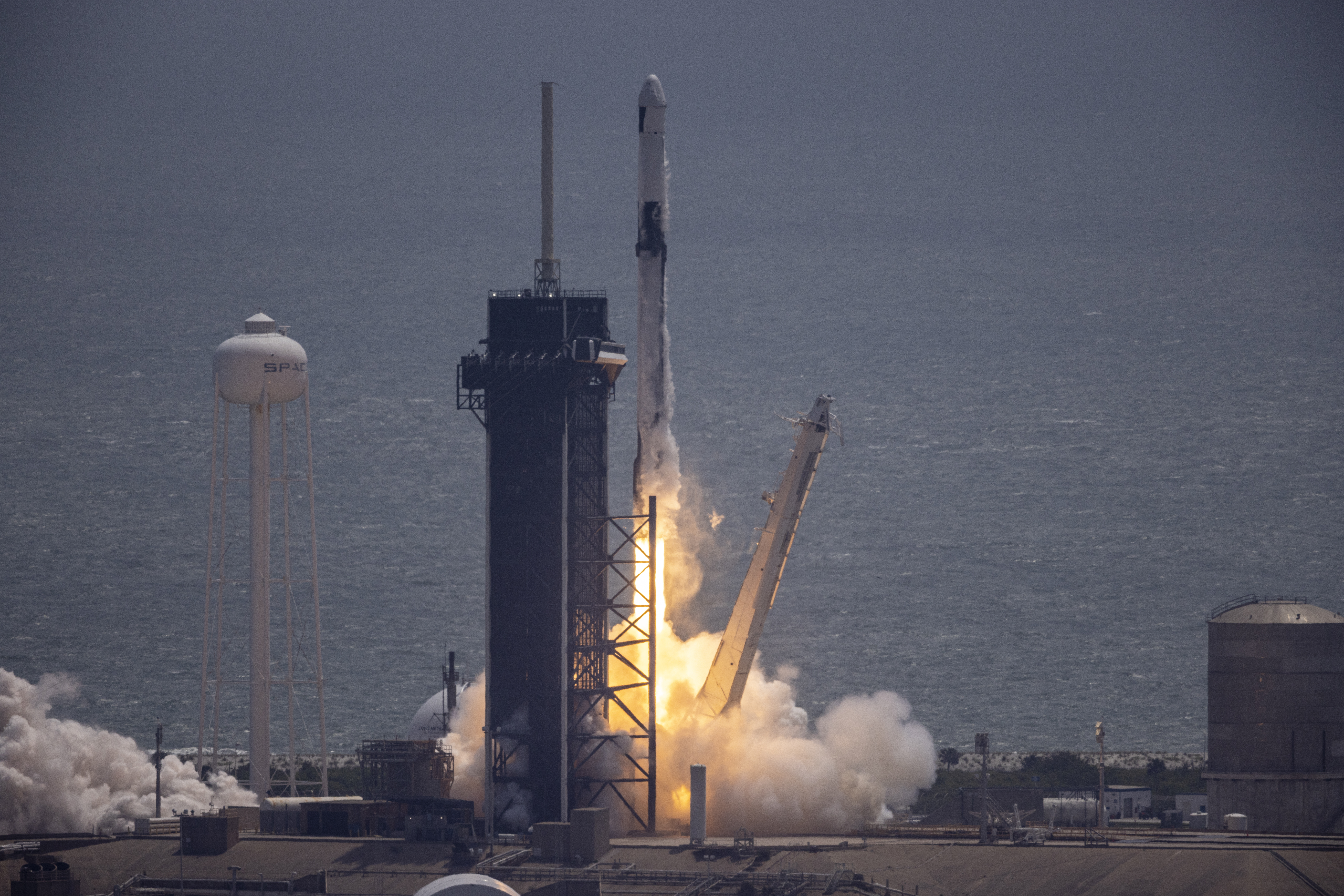
CRS-28の打ち上げ

Ovzon-3
- Ovzon-3の打ち上げ